# Agdistis danutae
Agdistis danutae là một loài bướm đêm thuộc họ Pterophoridae. Nó được tìm thấy ở Namibia.
Sải cánh dài khoảng 20 mm. Cánh trước màu xám với bốn đốm tối. Con trưởng thành bay vào tháng 4.